# تپه سم پایین
تپه سم پایین مربوط به سده‌های اولیه دوران‌های تاریخی پس از اسلام است و در شهرستان تایباد، مایلن ولایت، دهستان کوهسنگی، ۲ کیلومتری جنوب شرقی جوزقان واقع شده و این اثر در تاریخ ۳ خرداد ۱۳۸۶ با شمارهٔ ثبت ۱۹۱۱۸ به‌عنوان یکی از آثار ملی ایران به ثبت رسیده است.